# Stecchericium rusticum
Stecchericium rusticum är en svampart som beskrevs av Maas Geest. 1971. Stecchericium rusticum ingår i släktet Stecchericium och familjen Bondarzewiaceae.   Inga underarter finns listade i Catalogue of Life.